# Purbeck-Monokline
Die Purbeck-Monokline (engl. Purbeck Monocline) ist eine geologische Falte, die von den Purbeck Hills auf der Halbinsel Purbeck an der Südküste von England bis zur Isle of Wight reicht. Sie entstand während des späten Oligozäns und frühen Miozäns vor etwa 30 Millionen Jahren als eines der am weitesten nördlich gelegene Ereignis der Alpenfaltung, eine der jüngsten globalen Gebirgsbildungsphasen. Eine Monokline ist eine Faltenform, bei der die lokalen Gesteinsschichten eine Krümmung bilden, die stufenförmig verläuft.
Die Purbeck-Monoklinale zeigt sich an der Oberfläche als ein lang gezogener Hügelkamm, der von beinahe senkrecht stehenden Gesteinen der Kreide gebildet wird. Dieser Höhenrücken läuft von Flower's Barrow bis Old Harry Rocks, taucht dann ins Meer ab und läuft zu The Needles, einem bekannten Kreidefelsen, und bildet schließlich das zentrale Rückgrat der Isle of Wight, wo sie auch als 'Purbeck-Isle of Wight Disturbance' bekannt ist. Die Purbeck Hills trennen die kleine und breite Halbinsel der Isle of Purbeck vom englischen Festland. Im Mittelalter war der Kreide-Grat eine effektive Barriere, und die Isle of Purbeck war buchstäblich vom Festland isoliert.
Die Grundlage der geologischen Struktur der Isle of Purbeck ist die Tatsache, dass alle Gesteinsschichten nach Norden einfallen. Die in diesem geneigten Schichtpaket vorhandenen, gegen die Erosion widerstandsfähigen Schichten aus Kalkstein bilden zwei Rippen, zwischen denen die weicheren Tonsachichten der so genannten Wealden Group ausgeräumt wurden und ein Tal bilden.
Zu den sichtbaren Merkmalen entlang der Monokline gehören die disharmonischen Faltungen bei Stair Hole, Lulworth Cove, Arish Mell und Peveril Point. Ein weiteres Merkmal sind die von Überschiebungen zu Polygonen zusammengeschobenen härteren Gesteine unter der Kimmeridge Bay. In Zusammenhang mit der Entwicklung der Monokline steht eine große Verwerfung bei Ballard Down.